# Loch Fada
Le loch Fada (en anglais : Long Lake) est un loch situé sur l'île des Hébrides intérieures de Colonsay, en Écosse. Il s'étend entre Kiloran et Lower Kilchattan, soit sur environ 3 km et, est le plus grand lac de l'île de Colonsay.
Le loch est composé d'une série de trois lochs et est une zone classée comme "Special Area of Conservation".